# Сомешул-Маре
Сомешул-Маре (рум. Someșul Mare) — река, протекающая на северо-западе Румынии, берущая своё начало в жудеце Бистрица-Нэсэуд в горном хребте Родна от слияния двух рек — Прелучи и Змеу. Река течёт на юго-запад через коммуны Родна, Нэсэуд и город Беклян. У Бекляна принимает левый приток Шьеу. Восточнее города Деж на высоте 230,6 метра над уровнем моря сливается с рекой Сомешул-Мик и образует реку Сомеш.
Длина реки составляет 130 км, площадь водосборного бассейна — 5033 км².

## Населённые пункты
Вдоль реки Сомешул-Маре расположены следующие населённые пункты (от истока к устью): Валя-Маре, Шанц, Родна, Родна-Веке, Аньеш, Маеру, Сынджорз-Бэй, Илва-Микэ, Фелдру, Бикиджу, Подерей, Ребришоара, Жидовица, Лушка, Нэсэуд, Салва, Мочед, Нимиджа-де-Сус, Мокод, Нимиджа, Пьятра, Флорешти, Могошени, Кочу, Беклян, Валя-Виилор, Колдэу, Мэлуц, Чичеу-Кристур, Браништя, Сынмэргита, Петру-Рарс, Мэнэштурел, Дымбул-Маре, Куздрьоара, Мика.